# Savigny-sur-Grosne
 Savigny-sur-Grosne  es una población y comuna francesa, en la región de Borgoña, departamento de Saona y Loira, en el Distrito de Mâcon y cantón de Saint-Gengoux-le-National.
Está integrada en la Communauté de communes entre Grosne et Guye.

## Demografía
| 198 | 177 | 187 | 193 | 169 | 174 |
| Para los censos de 1962 a 1999 la población legal corresponde a la población sin duplicidades (Fuente: INSEE [Consultar]) |     |     |     |     |     |